# Mosoia biarmata
Mosoia biarmata is een hooiwagen uit de familie Assamiidae.